# Vijayapura
Vijayapura es una ciudad de la India en el distrito de Bangalore rural, estado de Karnataka.

## Geografía
Se encuentra a una altitud de 889 m s. n. m. a 49 km de la capital estatal, Bangalore, en la zona horaria UTC +5:30.

## Demografía
Según estimación 2012 contaba con una población de 35 975 habitantes.